# 空氣門

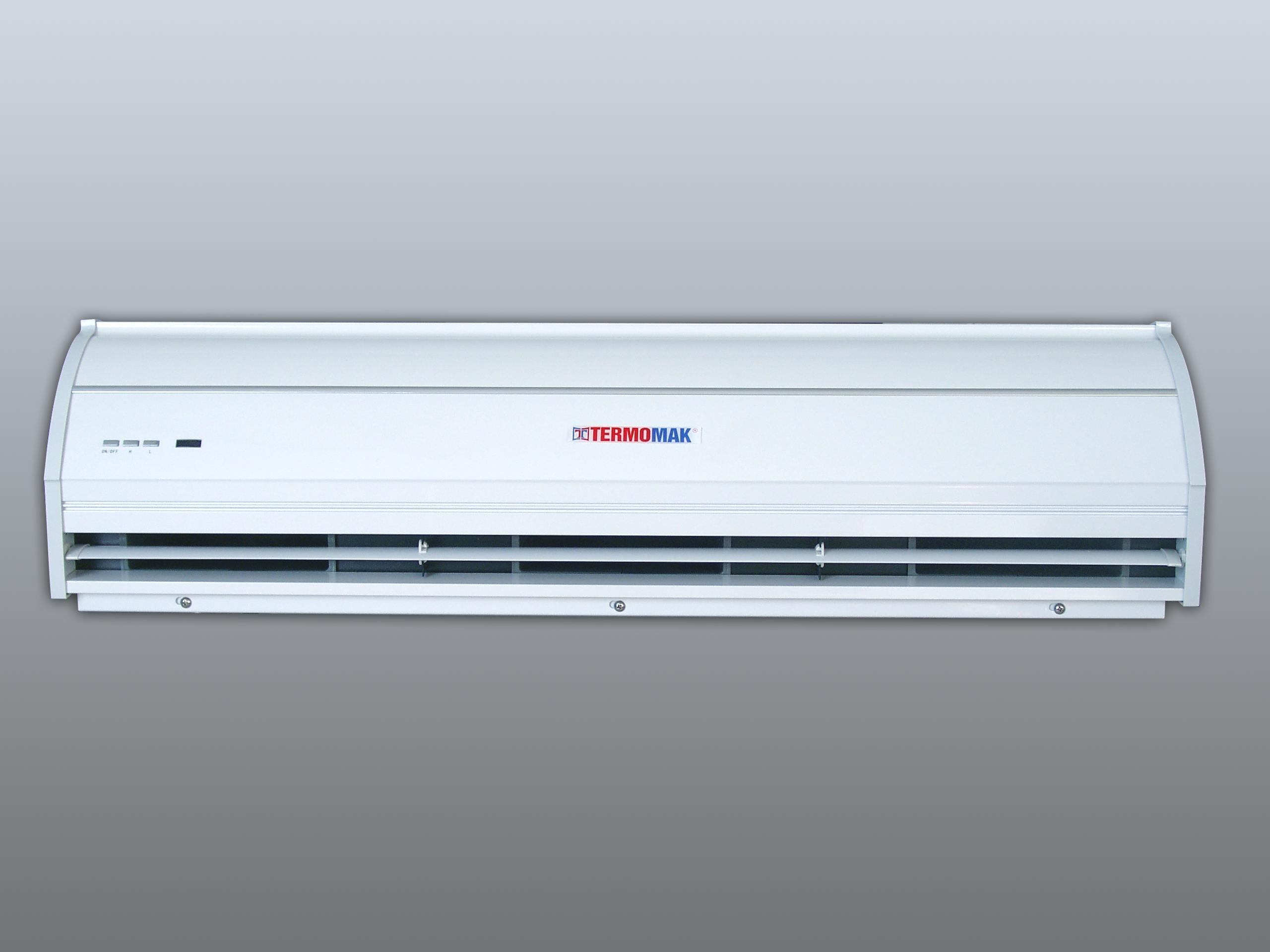

空氣門（或稱空氣簾、空氣幕、風幕機、風閘、風門等），是一種機械裝置，一般裝在門上，可將室內與室外的空氣做隔絕，達到防止灰塵，節省冷氣及防止蚊蟲進入室內的效果。在超市、百貨公司、政府部門或其他公共場所等地方常可看到此裝置存在。

## 原理
空氣門在門產生一沿門方向的向下氣流，由白努利定理，由於流線不可穿過彼此，當一氣流打到一垂直平面後會產生停滯點，而氣流會從停滯點分開。此原理應用在空氣門上，空氣門產生的氣流打到地板，在地板形成一停滯點連線，使得室內氣流的流線不與室外氣流流線交會，因此使室內與室外的空氣不產生交換。由於阻絕室內外空氣對流，因此可以節省冷氣外流、熱氣流；而風力強勁的機型甚至可以阻擋蚊蟲蒼蠅等昆蟲進入室內。

## 應用場所
超商、百貨公司、大眾運輸、商辦、餐廳、診所、住家等場所出入口上方，都可以看到空氣門此裝置存在。有效降低冷氣外流、阻擋室外熱廢氣流入，減少冷氣電費開銷保持室內冷度，風強的可以阻絕蚊蟲蒼蠅病蟲害進入。